# 靈場
靈場一詞主要在日本使用，字面意思是指靈魂聚集之處，在日本通常即為神社、寺院或墓地等地。但靈場並非令人恐懼的禁地，相反地，靈場作為信仰聖地的意義強烈，是日本許多信徒與修驗道修行者經常拜訪與巡禮之處。
日本京都的比叡山、和歌山縣的高野山與青森縣的恐山因為靈場眾多，所以有「日本三大靈場」之稱。雖然由於日本地形與信仰的關係，所以許多靈場都是位在山岳地帶，但也有像香川縣讚岐市的志度寺一樣靠近海濱的靈場。
除了上述種類的靈場之外，古戰場遺址或戰爭、災難犧牲者眾多的處所也有被視為靈場者。因此不只日本國內，部份日本的信徒也把日本國外符合前述特徵的一些處所視為靈場，甚至組團遠赴海外巡禮。
1997年有台灣宗教信徒受到日本的影響，仿日本選出33處觀音寺作為靈場巡禮，稱為「台灣三十三觀音靈場」。

## 日本國內的靈場

### 觀音靈場
為供奉觀音的寺院
- 岩手三十三觀音靈場
- 奧州三十三觀音靈場
- 西國三十三箇所觀音靈場
- 坂東三十三箇所觀音靈場
- 秩父三十四箇所觀音靈場
- 鎌倉三十三觀音靈場
- 三河三十三觀音靈場
- 尾張三十三觀音靈場
- 美濃三十三觀音靈場
- 最上三十三觀音靈場
- 庄內三十三觀音靈場
- 置賜三十三觀音靈場
- 奧州三十三觀音靈場
- 信濃三十三觀音靈場
- 北海道三十三觀音靈場
- 津輕三十三觀音靈場
- 西美濃三十三觀音靈場
- 洛陽三十三所觀音靈場
- 中國三十三觀音靈場
- 台北西國三十三所靈場
- 阿波秩父觀音靈場
- 九州西國三十三觀音靈場

### 藥師靈場
為供奉藥師如來的寺院
- 西國藥師四十九靈場
- 洛陽十二薬師霊場

### 不動明王靈場
為供奉不動明王的寺院
- 近畿三十六不動尊

### 愛染靈場
為供奉愛染明王的寺院
- 西國愛染十七靈場（日语：西国愛染十七霊場）

### 十三佛靈場
- 京都十三佛靈場
- 大阪十三佛靈場
- 大和十三佛靈場

### 弘法大師靈場
為與弘法大師有淵源的靈場
- 四國八十八箇所
- 攝津國八十八箇所
- 篠栗四國八十八箇所
- 知多四國八十八所靈場
- 小豆島八十八所靈場

### 圓光大師靈場
為與圓光大師有淵源的靈場
- 法然上人二十五靈跡
- 河北圓光大師二十五靈場

### 山岳信仰靈場
- 日本三靈山
- 熊野三山
- 大和三山
- 出羽三山

### 七福神靈場
- 谷中七福神
- 鎌倉江之島七福神
- 都七福神

### 其他的寺社靈場
- 真言宗十八本山
- 役行者靈蹟札所
- 聖德太子靈跡
- 佛塔古寺十八尊
- 洛陽十二支妙見巡禮
- 諸國一宮
- 神佛靈場巡拜之道

## 日本國外的靈場
- 台灣三十三觀音靈場
- 台北四國八十八所靈場
- 台北西國三十三所靈場